# Hakea elliptica
Hakea elliptica är en tvåhjärtbladig växtart som först beskrevs av James Edward Smith, och fick sitt nu gällande namn av Robert Brown. Hakea elliptica ingår i släktet Hakea och familjen Proteaceae. Inga underarter finns listade i Catalogue of Life.